# منتخب المجر لسباعيات الرغبي
منتخب المجر لسباعيات الرغبي هو ممثل المجر الرسمي في المنافسات الدولية في سباعيات الرغبي .